# Japewiella pacifica
Japewiella pacifica är en lavart som beskrevs av Printzen. Japewiella pacifica ingår i släktet Japewiella och familjen Lecanoraceae.   Inga underarter finns listade i Catalogue of Life.